# Torre de la Cabeza
La Torre de la Cabeza es una atalaya o torreón circular que se encuentra en el término municipal de Pegalajar, en la comarca de Sierra Mágina, provincia de Jaén, a una altitud de 611 m. 

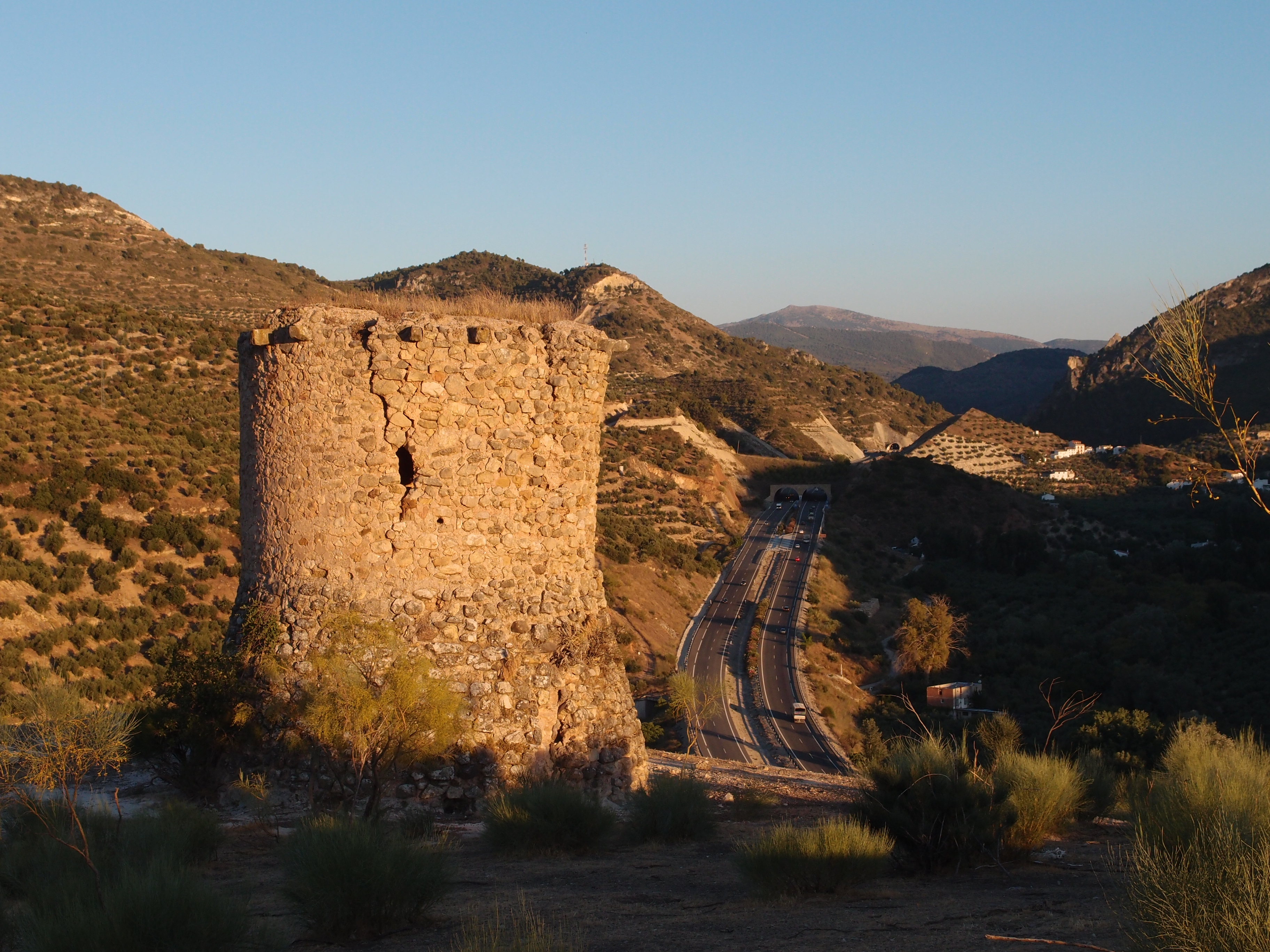
Vista de la Torre y de la Autovía A-44 por La Cerradura

## Descripción
La atalaya es un torreón de mampostería de aspecto algo rechoncho. La altura de la torre es de unos 8 metros aproximadamente. Su base es cilíndrica, apoyándose sobre un pronunciado talud, que tiene en su parte más baja un perímetro de 25,8 metros. El parapeto o parte superior ha desaparecido, quedando restos de matacanes que apuntan a que se apoyaba en un malecón continuo. El acceso al interior de la torre tiene unos 3 metros de altura. 
La parte troncocónica del edificio es maciza; la cilíndrica conduce al interior una cámara circular cubierta por bóveda de media naranja. En el ancho del muro (1,55 metros) existen 3 saeteras. Existía una escalera empotrada en el muro que llevaba hasta la terraza, y de la que hoy sólo permanecen las huellas que los mechinales han dejado en la parte externa. En el suelo de la cámara, descendiendo por el cuerpo inferior macizo de la torre, hay un pozo de sección rectangular que conducía a una mina de escape, hoy rellena de tierra.

## Historia
Se cree que la Torre de la Cabeza fue construida por el Condestable Don Miguel Lucas de Iranzo entre los años 1462 y 1470. Se trata de una torre vigía o Atalaya que custodiaba la entrada que dominaban los nazaríes hacia el Reino de Jaén, desde donde el terreno se estrecha (La Puerta de Arenas), situada aguas arriba del Guadalbullón. 
Esta torre vigía pertenece al conjunto de atalayas construidas por los castellanos a finales de la Edad Media, que atravesaban la Península de norte a sur. Las más inmediatas eran la Torre de la Pedregosa (en la Serrezuela de Pegalajar) y la Torre de la Estrella (entre la Sierra de los Bodegones y el Cerro Estrella), ambas derruidas en la actualidad.

## Protección
Forma parte del Patrimonio Inmueble de Andalucía, siendo Bien de Interés Cultural (BIC). Bajo la protección de la Declaración genérica del Decreto de 22 de abril de 1949, y la Ley 16/1985 sobre el Patrimonio Histórico Español.

## Estado de conservación
Se encuentra en aceptable estado de conservación. Sin señalizaciones ni paneles informativos.

## Fuente
- Este artículo incluye contenido derivado de una disposición relativa al proceso de protección, incoación o declaración de un bien cultural o natural, el cual está libre de restricciones conocidas en virtud del derecho de autor de conformidad con lo dispuesto en el artículo 13 de la Ley de Propiedad Intelectual española.